# Mother’s Little Helper
Mother’s Little Helper ist ein Lied der Rockband The Rolling Stones.

## Überblick
Das Lied wurde von Mick Jagger (Text) und Keith Richards komponiert und von den Rolling Stones vertont. Die Aufnahme fand vom 3. bis 8. Dezember 1965 in den RCA-Studios in Hollywood, Kalifornien statt. Sie befindet sich auf der britischen Ausgabe des Albums Aftermath vom April 1966. In den USA kam das Lied am 2. Juli 1966 als Single auf den Markt. Die Besetzung war:
- Hauptgesang: Mick Jagger
- Westerngitarre, Background Vocals: Keith Richards
- Vox Mando Guitar: Brian Jones
- Bass: Bill Wyman
- Schlagzeug: Charlie Watts

Mother’s Little Helper („Mutters kleine Helfer“) wurde geschrieben in Anspielung auf das Medikament Valium, ein Benzodiazepin-Tranquilizer, das in den 1960ern entwickelt wurde und seitdem, trotz des erheblichen Abhängigkeitspotenzials, erfolgreich vermarktet wird.
Die Anspielung bezieht sich nicht nur auf die besungene „Mutter“ (“And though she’s not really ill / There’s a little yellow pill / She goes running for the shelter / Of her ‘mother’s little helper’”), sondern auch auf die (doppelmoralische) Geisteshaltung der 1960er. 
„Mother’s Little Helper“ gilt heute noch als Umschreibung von Barbituraten und Tranquilizern.
Das Lied wurde mehrmals gecovert: Auf dem Album Uncertain Pleasures aus dem Jahr 1990 erschien das Lied in der Version von Mary Coughlan. Die Berliner Band Stereo Total veröffentlichte 2006 ein Remake des Songs auf ihrem Album Discotheque. Die US-amerikanische Sängerin Liz Phair steuerte ihre Version des Songs für den Soundtrack zu Desperate Housewives bei.